# 曲仲·阿旺强秋丹增
曲仲·阿旺强秋丹增（？—）藏族，籍贯不详，第七世贡琼活佛。

## 生平
他是拉萨市林周县赤龙寺的第七世贡琼活佛（属于达隆噶举派），法名“阿旺强秋丹增嘉措”，信教群众习惯称为“曲仲活佛”。其中，藏语“曲”意为“法”，藏语“仲”意为“接近”。
他在3岁半时被正式认定为转世灵童，继承赤龙寺首领地位，4岁入寺，8岁时正式出家。曲仲的上师为达隆寺的夏仲活佛。2007年时，人民政府正式批准他为活佛。当时他已20多岁，但宗教界人士及当地民众早已将他当做活佛看待。
他担任拉萨市佛教协会副会长。2011年，拉萨市佛教协会副会长曲仲·阿旺强秋丹增作为宗教界人士对“西藏百万农奴解放纪念日”设立两周年表示祝贺。